# Awabel
Awabel influence décédé a cause de son obèsité